# Novalena
Novalena es un género de arañas araneomorfas pertenecientes a la familia Agelenidae. Se encuentra en América.

## Especies
Según The World Spider Catalog 12.0:
- Novalena annamae (Gertsch & Davis, 1940)
- Novalena approximata (Gertsch & Ivie, 1936)
- Novalena attenuata (F. O. Pickard-Cambridge, 1902)
- Novalena bipartita (Kraus, 1955)
- Novalena calavera Chamberlin & Ivie, 1942
- Novalena costata (F. O. Pickard-Cambridge, 1902)
- Novalena cuspidata (F. O. Pickard-Cambridge, 1902)
- Novalena idahoana (Gertsch, 1934)
- Novalena intermedia (Chamberlin & Gertsch, 1930)
- Novalena laticava (Kraus, 1955)
- Novalena lobata (F. O. Pickard-Cambridge, 1902)
- Novalena lutzi (Gertsch, 1933)
- Novalena marginata (F. O. Pickard-Cambridge, 1902)
- Novalena nova (O. Pickard-Cambridge, 1896)
- Novalena orizaba (Banks, 1898)
- Novalena pina Chamberlin & Ivie, 1942
- Novalena tolucana (Gertsch & Davis, 1940)
- Novalena variabilis (F. O. Pickard-Cambridge, 1902)
- Novalena wawona Chamberlin & Ivie, 1942